# リヴィウ国立美術館

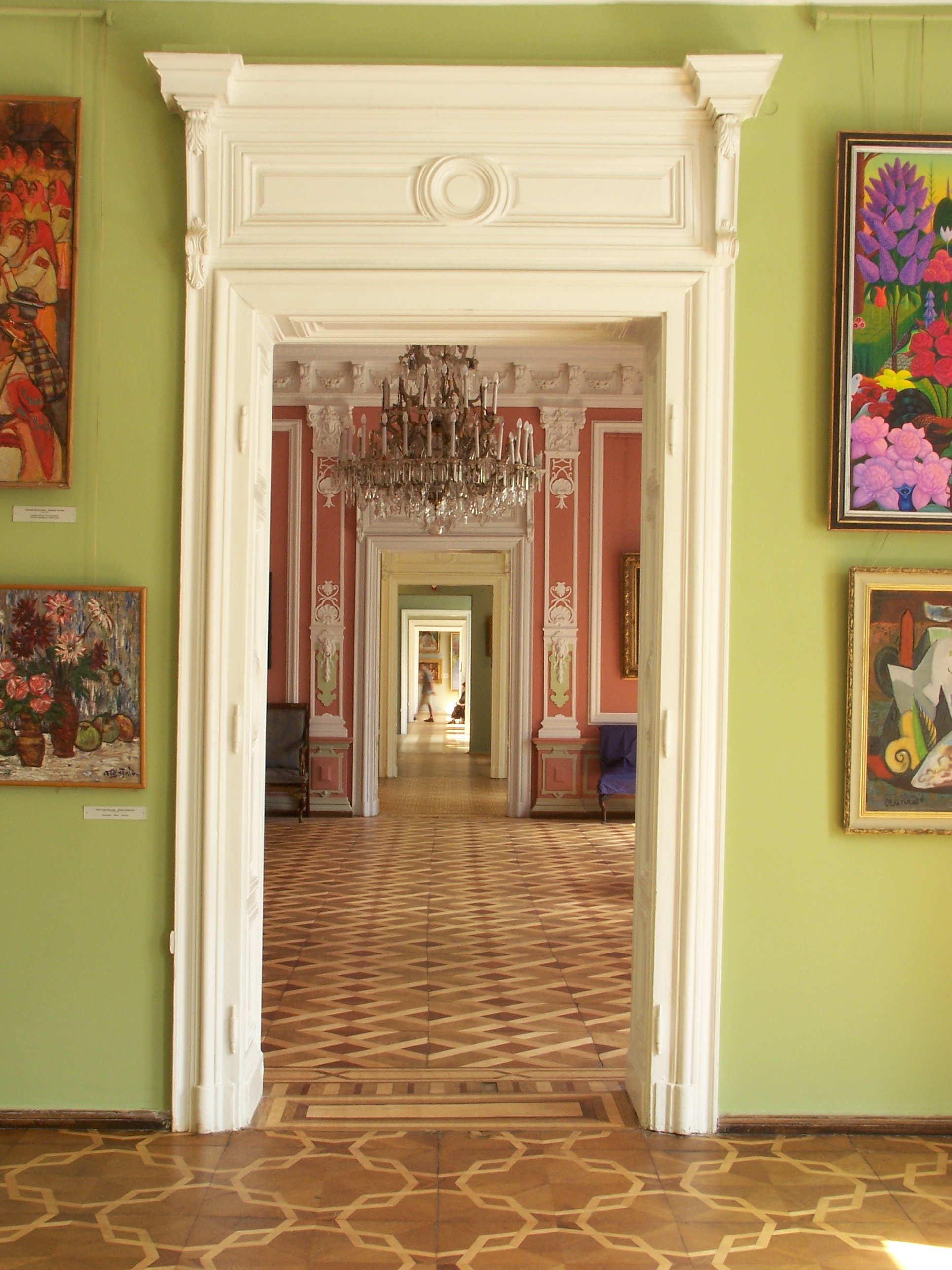
リヴィウ国立美術館の内装

リヴィウ国立美術館（リヴィウこくりつびじゅつかん、Львівська національна галерея мистецтв імені Б. Г. Возницького、英語: Borys Voznytsky Lviv National Art Gallery）は、ウクライナのリヴィウにある国立美術館である。旧称は「リヴィウ絵画ギャラリー」（Львівська картинна галерея、1998年2月4日まで）。リヴィウ国立ステファニク学術図書館に隣接するステファニカ通り3番地に位置し、ウクライナ最大の美術館として知られる。収蔵品は67,000点以上に及び、絵画、彫刻、装飾芸術など多岐にわたる。

## 歴史
リヴィウ国立美術館のコレクションの礎は、1823年に設立されたオッソリンスキ国立研究所の一部であるルボミルスキー博物館の収蔵品に由来する。ガリツィアのメセナスであるヘンリク・ルボミルスキー（1777年–1850年）が創設したこのコレクションは、当時最大の公開美術コレクションだった。
1897年、リヴィウ市議会はヨーロッパ美術ギャラリーの設立を決定。1902年に最初の収蔵品として、ヴォイチェフ・レオポルスキ（「詩人アツェルンの死」「吝嗇」）、ヤン・マテイコ、フランチシェク・ヴィグジヴァルスキ、エドヴァルト・オクンらの作品が収められた。
1907年、ポディーリャのシトキウツィ（一部で誤ってスッキウツィとされる）の砂糖製造業者ヤン・ヤコヴィチの西洋美術コレクション（約2,000点、うち絵画400点以上）が市により購入され、同年2月14日にリヴィウに移送された。この日が美術館の公式な開館日とされている。シトキウツィでは、ポトツキ家が招聘した画家たちが名作の模写を制作しており、ヤコヴィチのコレクションの一部はポトツキ家由来と推測される。
1914年、美術館のためにリヴィウ大学の歴史学教授でコレクターのヴワディスワフ・ロジンスキが所有していたステファニカ通り3番地の建物が購入された。
1907年にシモン＝ミハウ・テプフェル、1919年にB.オジホヴィチから寄贈されたコレクションも美術館に加わった。
1920年代から1930年代にかけては、主にポーランド人画家の作品でコレクションが拡充された。しかし、第二次世界大戦中に多くの収蔵品が失われた。
1941年から1944年まで、イヴァン・イヴァネツが館長を務めた。1939年から1946年のリヴィウの博物館再編成により、ルボミルスキー博物館、スタヴロピギア研究所、バヴォロフスキ図書館、歴史博物館、コンスタンティン・ブルニツキのコレクションの一部が当美術館に移管された。
1960年代から1990年代にかけて、リヴィウ絵画ギャラリーは複数の分館を持つ主要な博物館センターへと発展した。

### 1992年の強盗事件
1992年4月29日、リヴィウ絵画ギャラリーで強盗事件が発生した。2人の男が日曜日に事前調査を行った後、火曜日の12時に来館。煙幕を発生させる対戦車地雷を仕込んだバッグをクロークに預け、館内を煙で満たした。混乱の中、ドミトロ・シェレスト（西洋美術部門責任者）とヤロスラフ・ヴォルチャク（副館長）が犯人を阻止しようとしたが、銃撃され死亡。犯人はヤン・マテイコの「ウィーンでの戦い」、アルトゥール・グロットゲルの「ノクターン」「連合」を切り取り、裏庭から車で逃走した。犯人は捕まらず、2010年に時効により捜査は終了した。

### 国立美術館への昇格
2009年10月23日、美術館は国立の地位を獲得。2013年4月12日、長年の館長ボリス・ヴォズニツキの功績を称え、「ボリス・ヴォズニツキ記念リヴィウ国立美術館」と改称された。

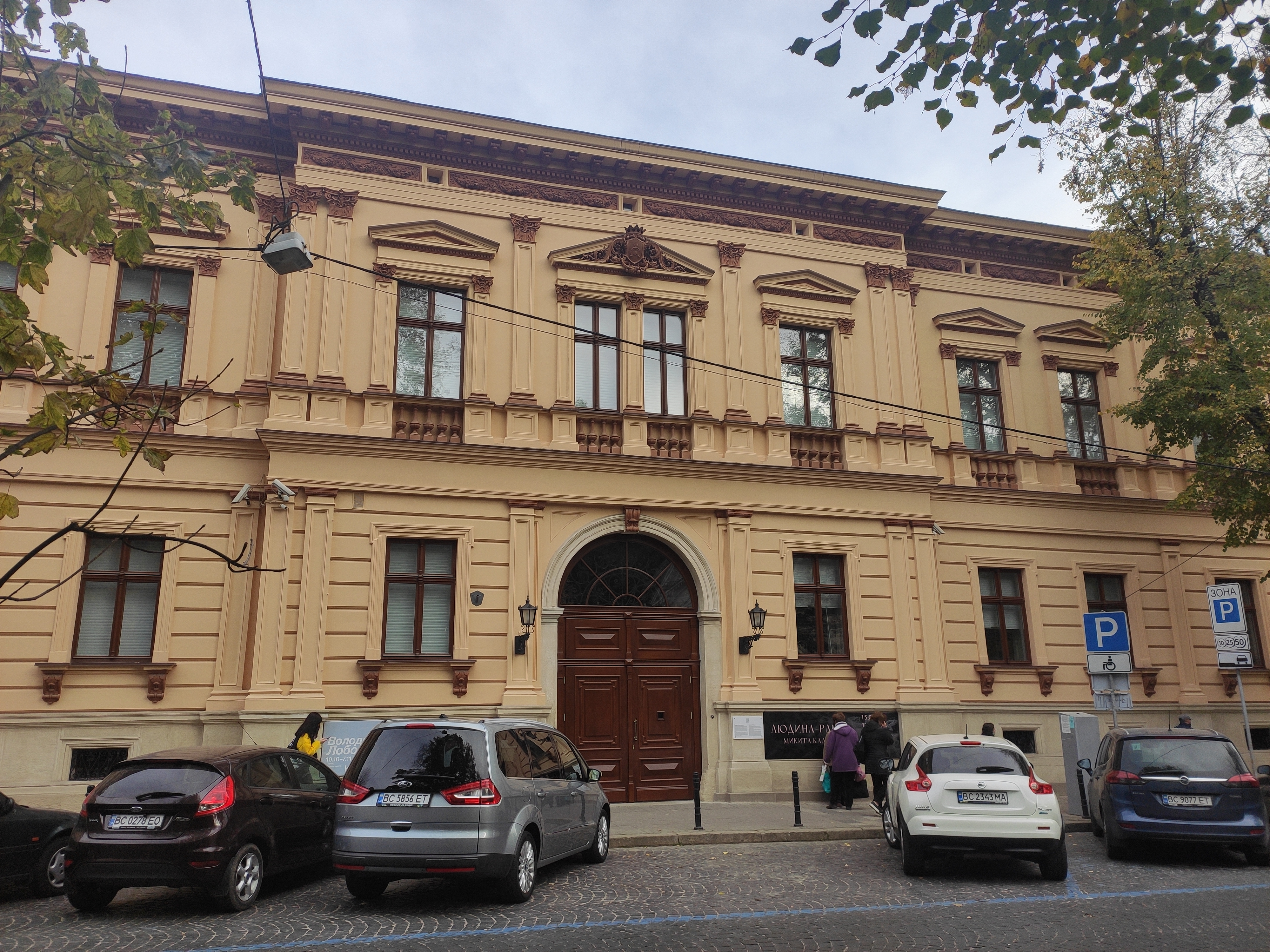
リヴィウ国立美術館の外観（ステファニカ通り3番地）

## コレクション
リヴィウ国立美術館のコレクションは、ヨーロッパおよびアジアの美術を幅広く網羅し、以下の部門で構成される。

### イタリア美術
イタリア美術部門は、14世紀から20世紀の作品を展示。初期ルネサンスの例として、14世紀フィレンツェの匿名画家による「聖マリア・マグダレナと洗礼者ヨハネのマドンナ」、15世紀ウンブリアの匿名画家による「幼子とアレクサンドリアのカタリナのマドンナ」などがある。ドナテッロに関連するレリーフ「ゴルゴタの三つの十字架」や、レオナルド・ダ・ヴィンチの弟子アンドレア・ソラリオの「エッケ・ホモ」も収蔵。
16世紀ヴェネツィアの作品は特に充実しており、ティツィアーノの「老人の肖像」、マルコ・バザイティの「天文学者」、パルマ・イル・ヴェッキオの「眠れるヴィーナス」、ソフォニスバ・アングイッソラの「貴婦人の肖像」などがある。カラヴァッジョの影響を受けた「聖セバスティアヌスの拷問」や、ベルナルド・ストロッツィの「使徒ペトロの癒し」、アレッサンドロ・マニャスコの「風景画」、ベルナルド・ベッロットの「ドレスデンの風景」など、幅広いジャンルを網羅。
2012年、「イタリアの日 in ウクライナ」プロジェクトの一環で、イタリア・ウクライナ商工会議所の支援により、20世紀後半のイタリア人画家の作品約30点が寄贈された。これにはロベルト・ベルゴンドゾの「黄金分割」、アンドレア・ボルトロの「例外の時」、チーロ・パルンボの「夢」などがあり、常設展示されている。

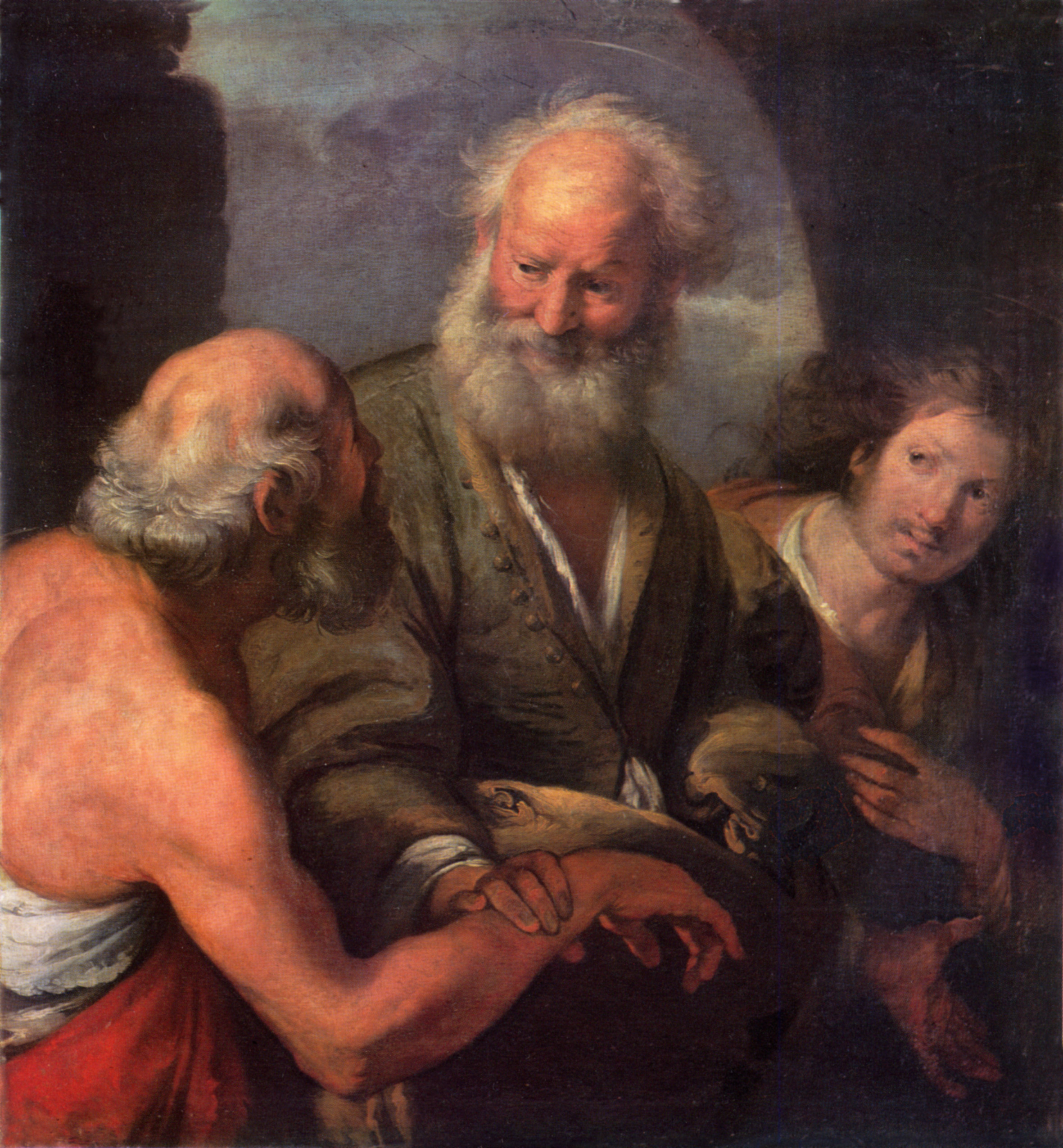
ベルナルド・ストロッツィ「使徒ペトロの癒し」
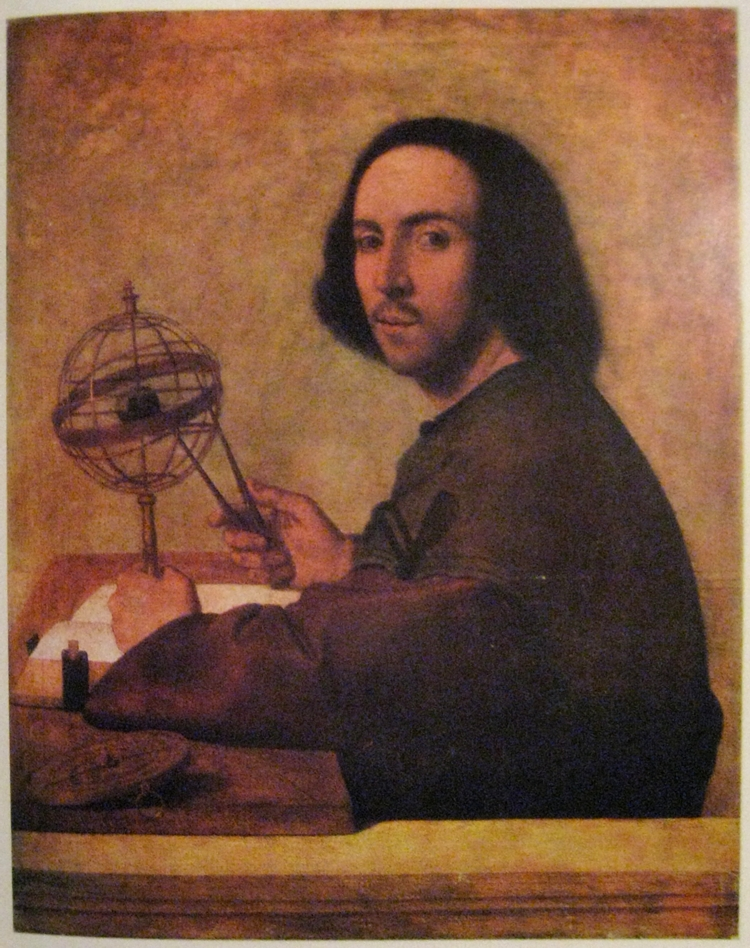
マルコ・バザイティ「天文学者」（ヴェネツィア派）
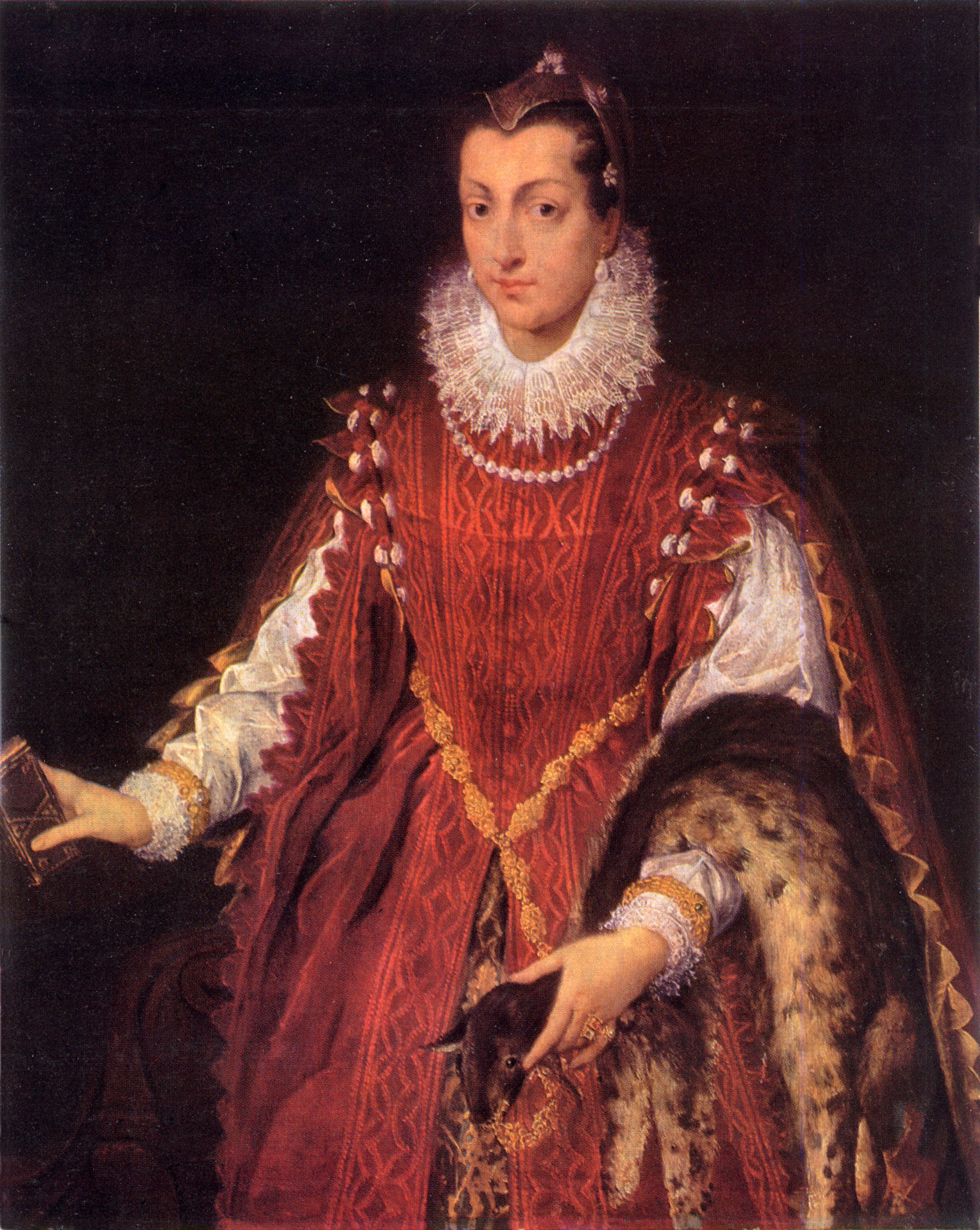
ソフォニスバ・アングイッソラ「貴婦人の肖像」
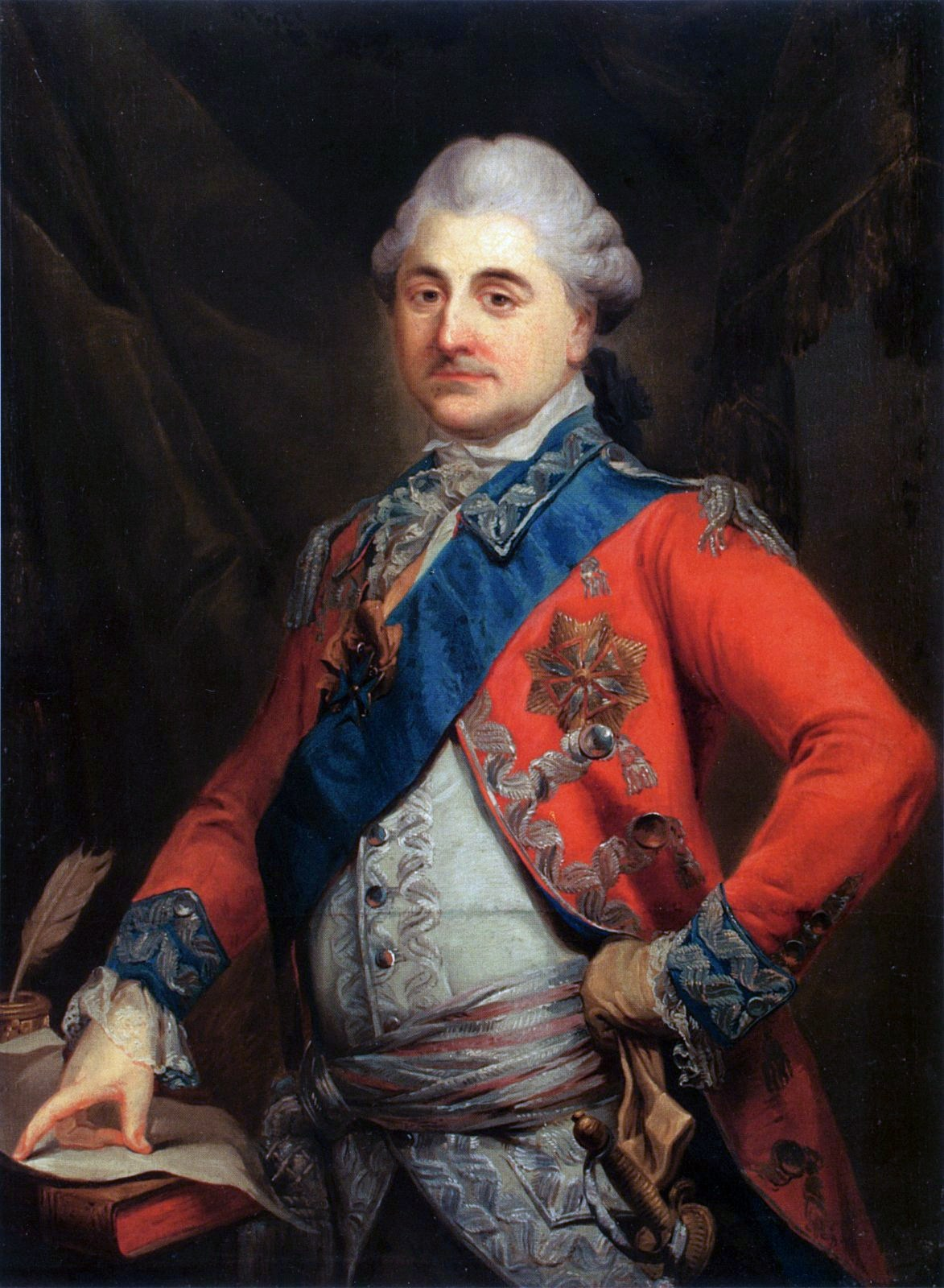
マルチェッロ・バッチァレッリ「スタニスワフ・アウグスト王」（1786年）

### スペイン美術
スペイン美術は、17世紀のホセ・デ・リベラの「聖ヒエロニムス」、19世紀のイグナシオ・スロアガの「街のスペイン女」、フランシスコ・デ・ゴヤのサークルに帰属する「バルコニーのマハ」などを含む。

### オランダ・フランドル美術
オランダ・フランドル美術は、ユトレヒトの匿名画家による「三博士の礼拝」、ピーテル・パウル・ルーベンスの「男性の肖像」、ヤン・ファン・ケッセルの「鳥のある静物画」など高品質な作品を収蔵。ヘラルト・ファン・ホントホルストのカラヴァッジョ風の作品2点も含まれる。16世紀のブリュッセル製タペストリー（「オデュッセウス」「巨人ポリュペモス」）は、オレシコ城で展示されている。

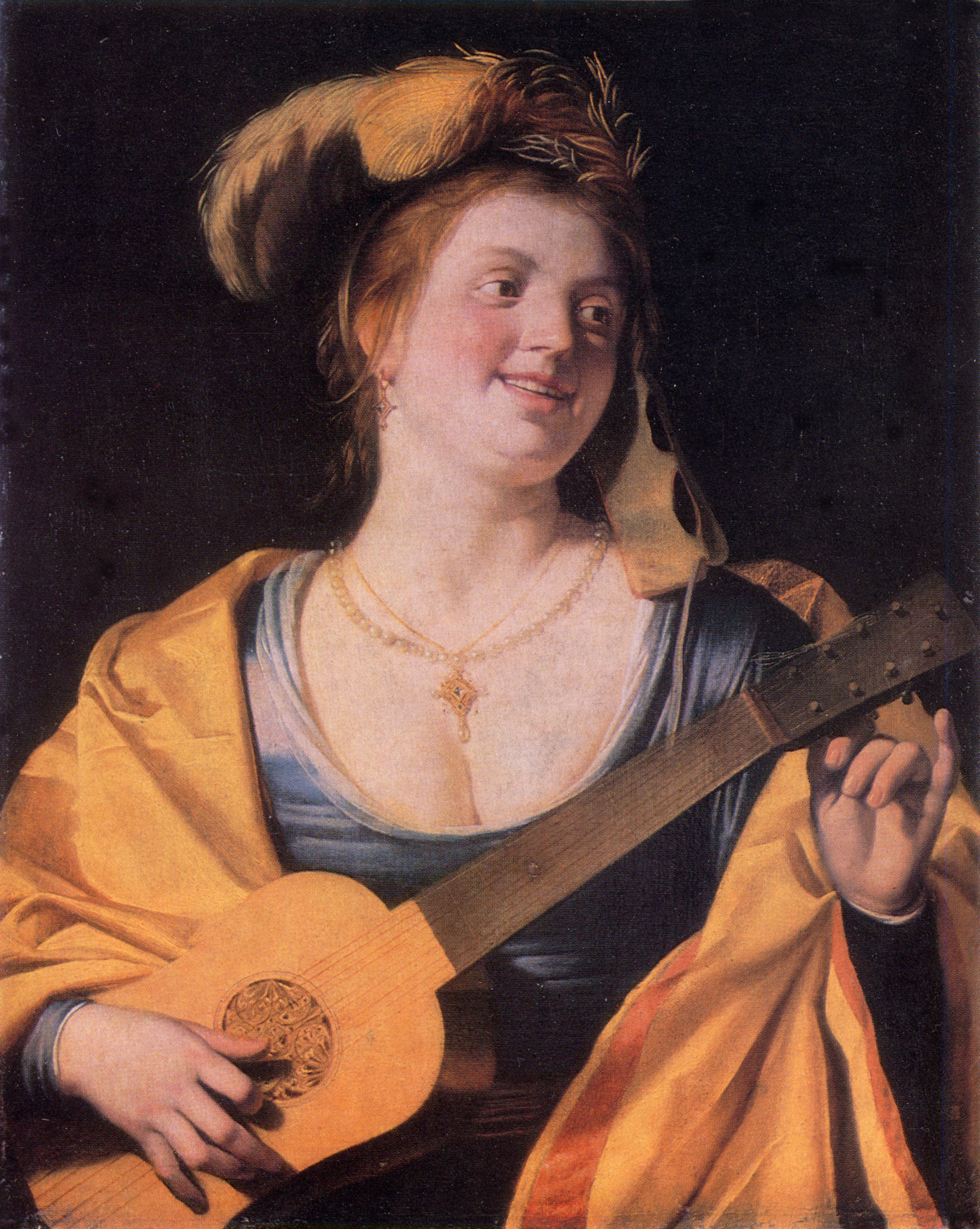
ヘラルト・ファン・ホントホルスト「ギターを弾く女性」
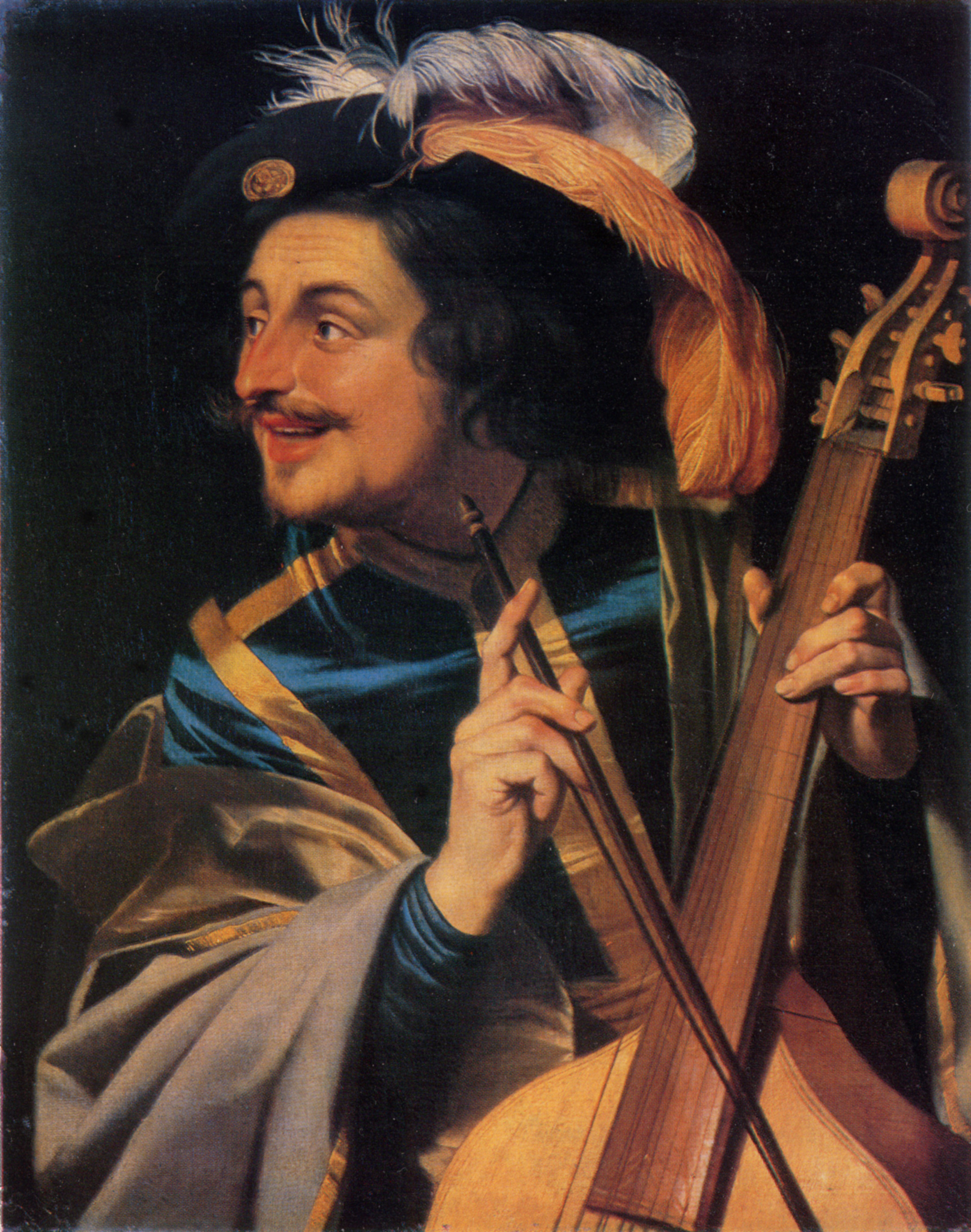
ヘラルト・ファン・ホントホルスト「ヴィオラ・ダ・ガンバの奏者」
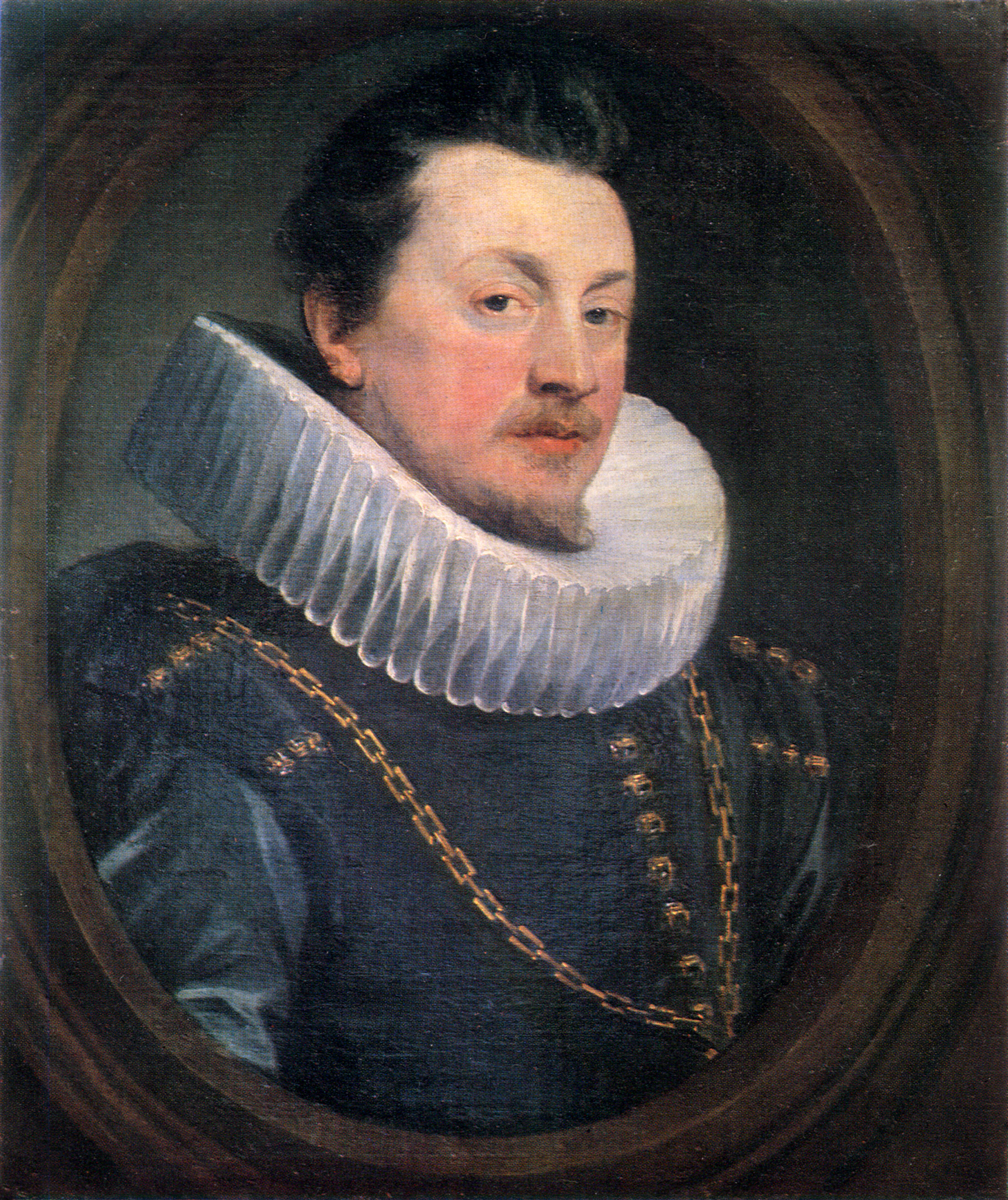
ピーテル・パウル・ルーベンス「男性の肖像」

### ドイツ美術
ドイツ美術は、15世紀の匿名画家による「三人の聖女」、ヴォルフガング・クローデルの「ゴルゴタ」、ルーカス・クラナッハの弟子による「ユディトとホロフェルネスの首」など。バロックの戦闘画として、アンドレアス・ステッフの「ホチムの戦いでのヤン3世ソビェスキ」がある。18世紀のアンゲリカ・カウフマンやアントン・ラファエル・メングスの作品も収蔵。

### オーストリア美術
オーストリア美術は、マルティーノ・アルトモンテの「ウィーンの戦い」や「パルカニの戦い」、パウル・トロガーのアレゴリー、フランツ・アントン・マウルペルチの「聖テクラ」など多様なジャンルを展示。

### フランス美術
フランス美術は、ジョルジュ・ド・ラ・トゥールの「金貸しに金を払う者」、フランソワ・ジェラールの「カタジナ・スタジェンスカの肖像」、フェリックス・ルコントのビスク製「マリー・アントワネットの肖像」など。ナルシス・ディアス・ド・ラ・ペーニャの「秋の風景」も収蔵。

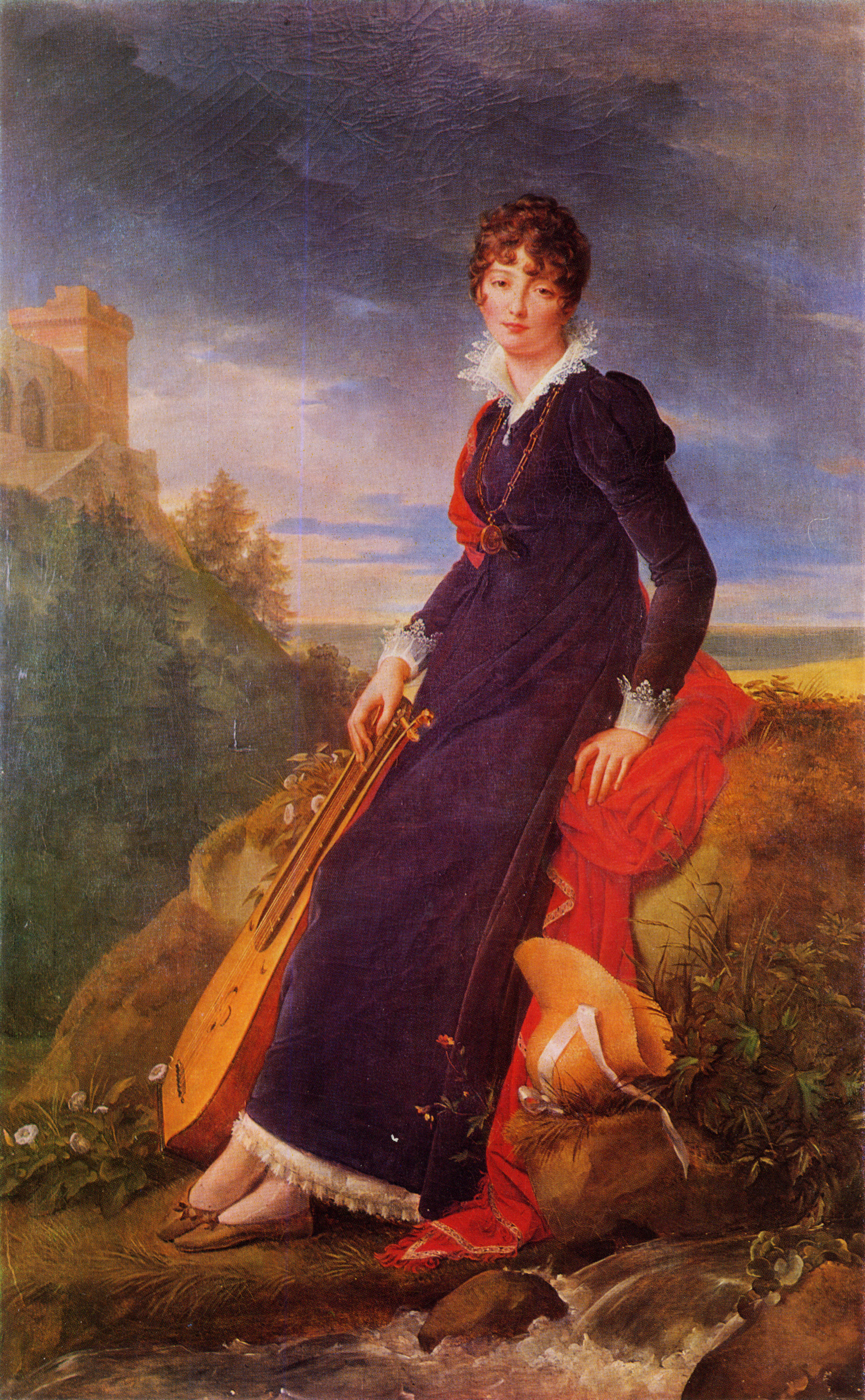
フランソワ・ジェラール「カタジナ・スタジェンスカの肖像」
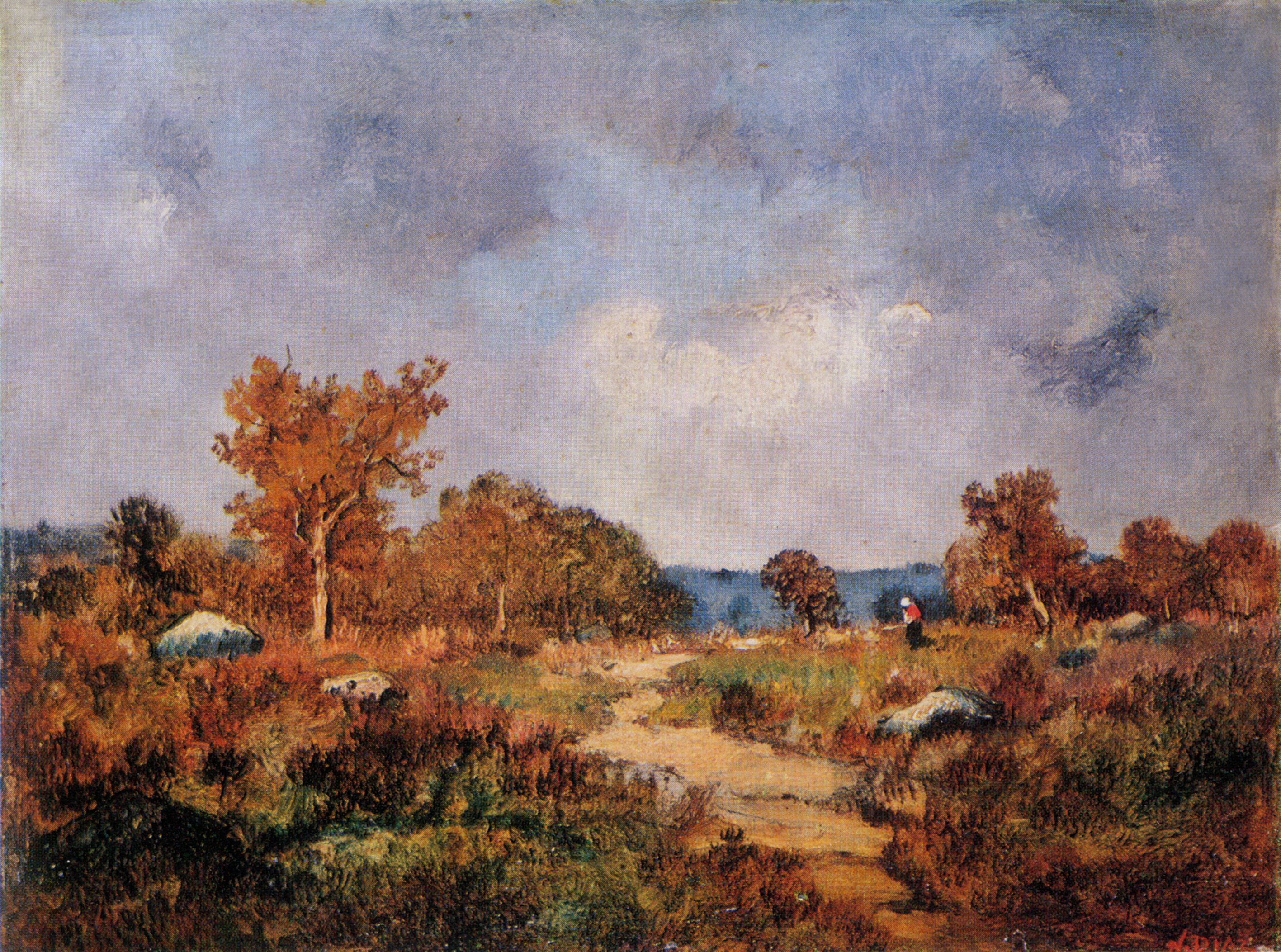
ナルシス・ディアス・ド・ラ・ペーニャ「秋の風景」
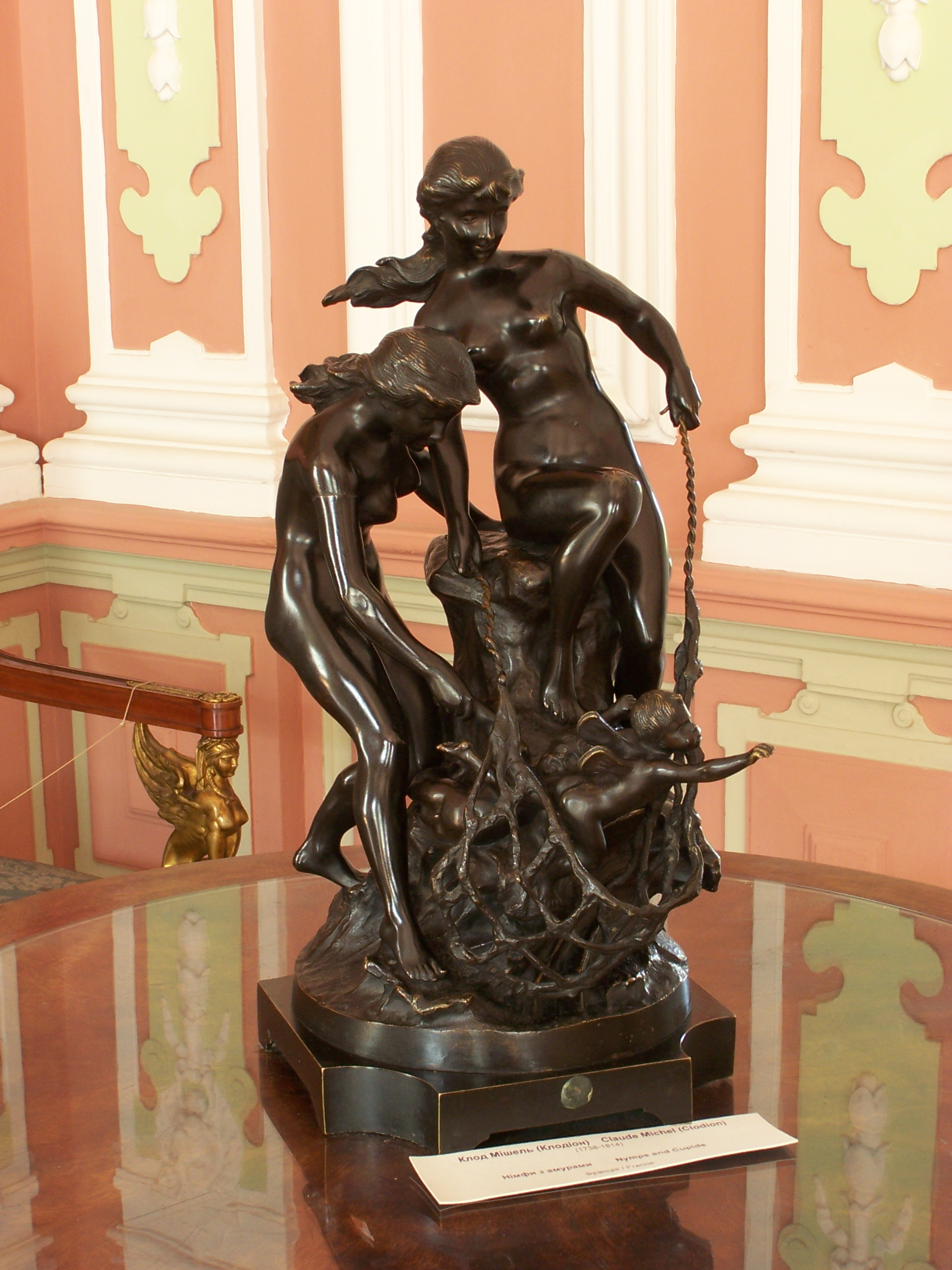
クロディオン「ニンフとキューピッド」

### ポーランド美術
ポーランド美術はウクライナ最大のコレクションを誇る。1530年の職人による祭壇画「聖人たち」、マルチェッロ・バッチァレッリの肖像画、ヤン・マテイコの「自身の子供たちの肖像」、ヤツェク・マウチェフスキの「ピュティア」「キリストとピラト」など、ルネサンスから象徴主義まで幅広い。アルトゥール・グロットゲルの「ウクライナの女性」やテオドル・アクセントヴィチの「不幸の重荷」も含まれる。

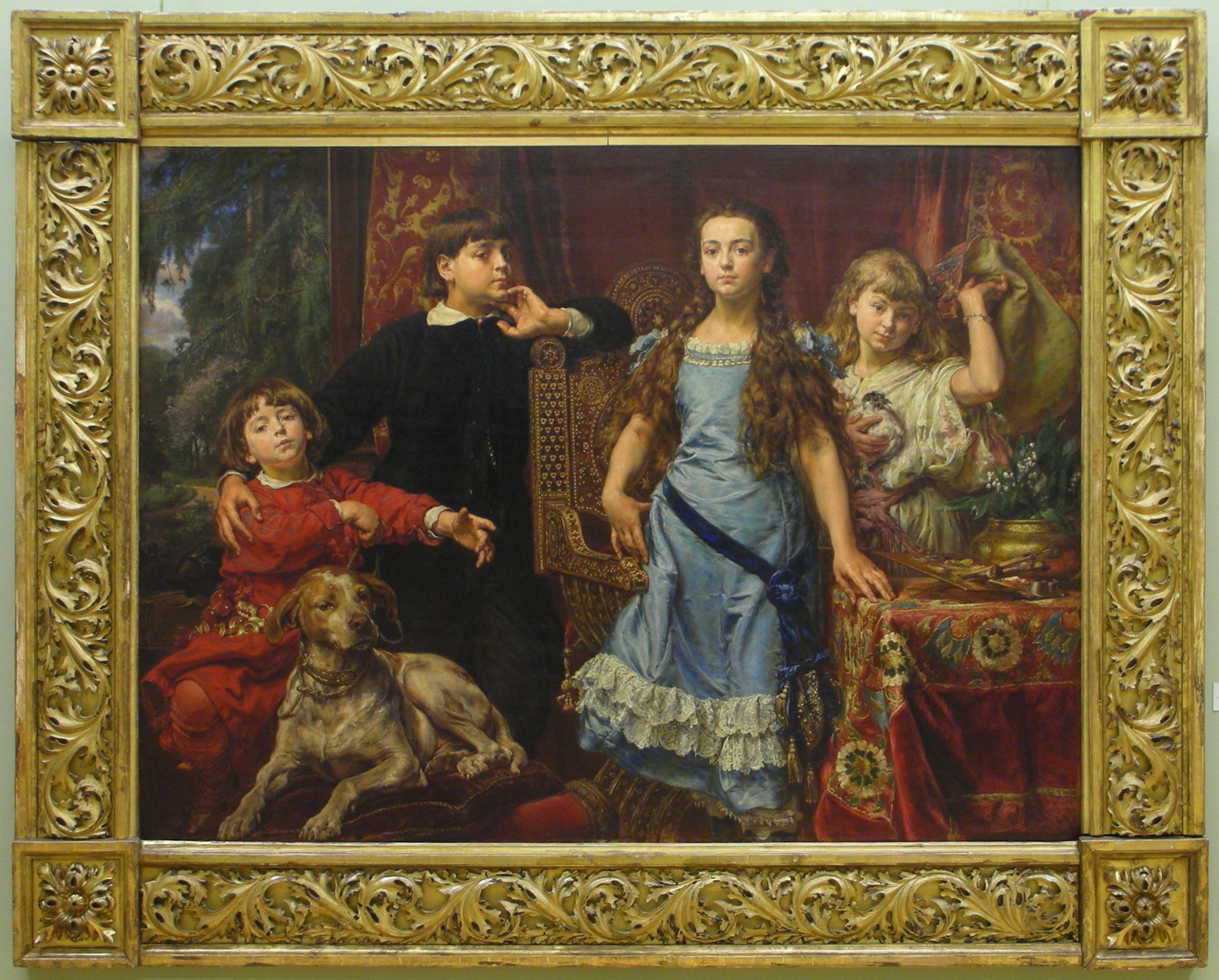
ヤン・マテイコ「自身の子供たちの肖像」
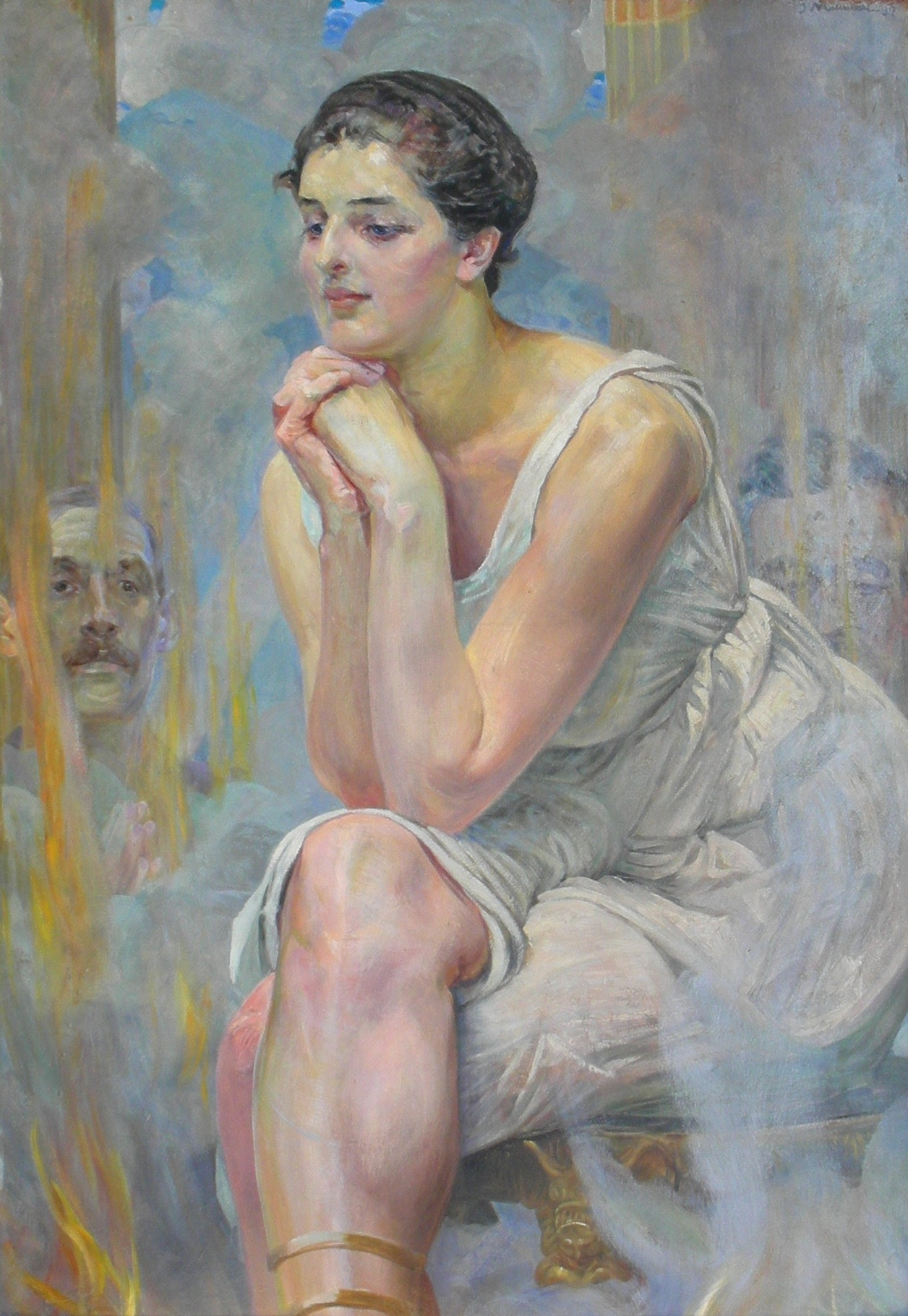
ヤツェク・マウチェフスキ「ピュティア」
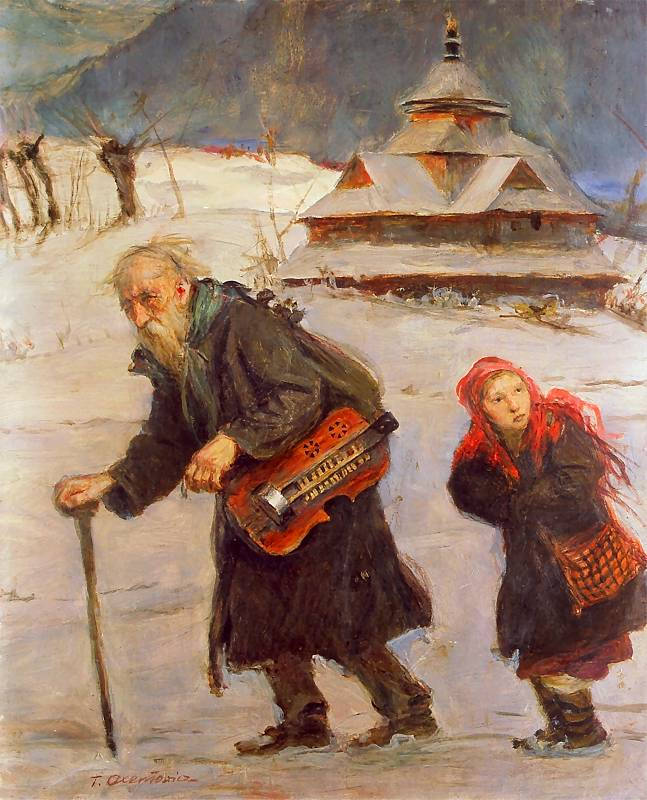
テオドル・アクセントヴィチ「老人と少女」

### ハンガリー・チェコ美術
ハンガリー美術はミハーイ・ムンカーチの「学者」、チェコ美術はヤン・クペツキのバロック肖像画などを収蔵。

### 東アジア美術
中国美術は、19世紀の11部構成パネル「道教の八仙」、ショウシンの翡翠像、絹の刺繍画など。ベトナム美術はレ・ゴックの漆絵「扇の踊り」。日本美術は浮世絵で、喜多川歌麿、歌川広重、葛飾北斎の版画を収蔵。

### ロシア帝国美術
ロシア帝国美術は、18世紀のイヴァン・ヴィシュニャコフやアレクセイ・アントロポフの肖像画、19世紀のイサーク・レヴィタンの「黄昏の城」、ミハイル・ヴルーベリのマイオリカ「海の女王ヴォルホヴァ」など。

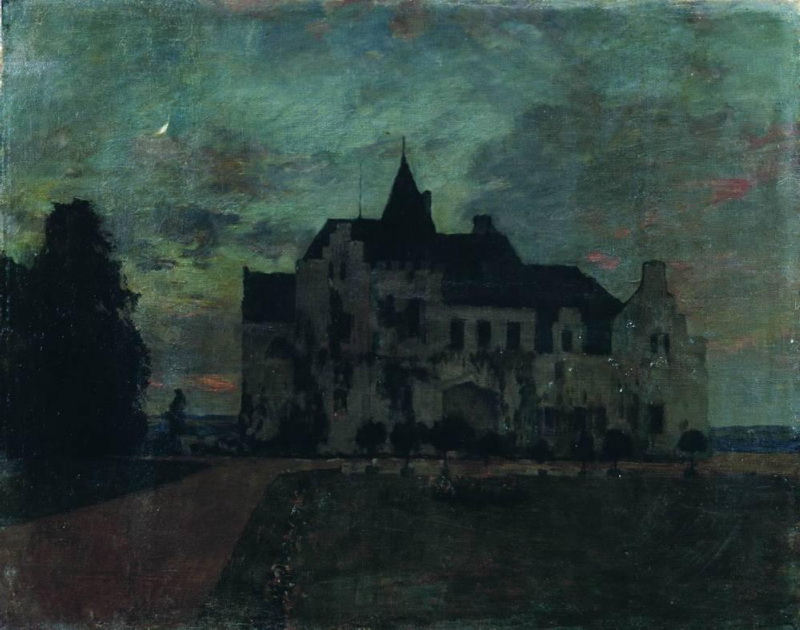
イサーク・レヴィタン「黄昏の城」
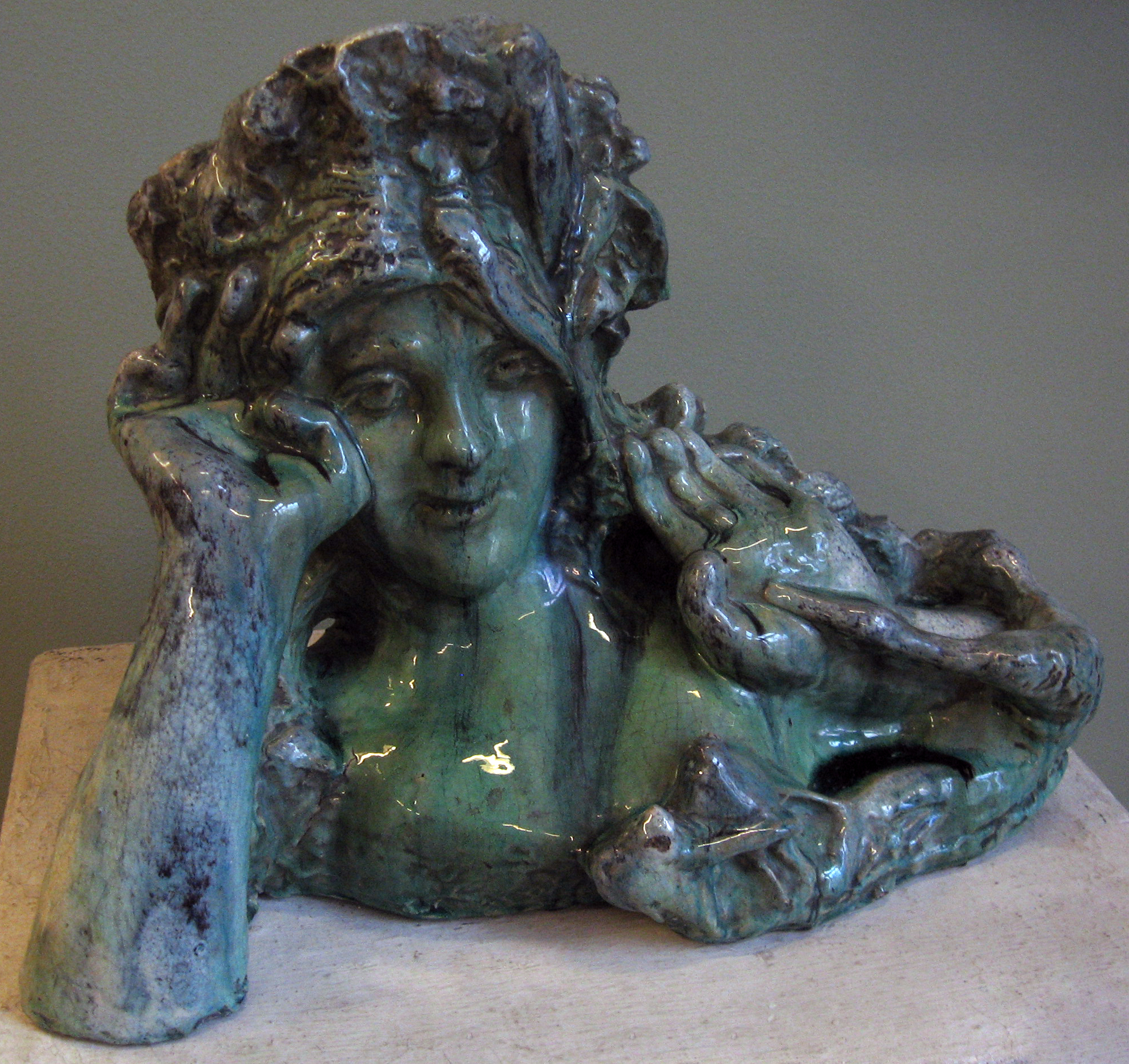
ミハイル・ヴルーベリ「海の女王ヴォルホヴァ」

### 装飾芸術
装飾芸術は、中国の瓷器、フランドルのタペストリー（「パウロへの改宗」）、18世紀のロココ家具、スピネットなどを含む。オレシコ城では16世紀ブリュッセル製タペストリー「オデュッセウス」を展示。

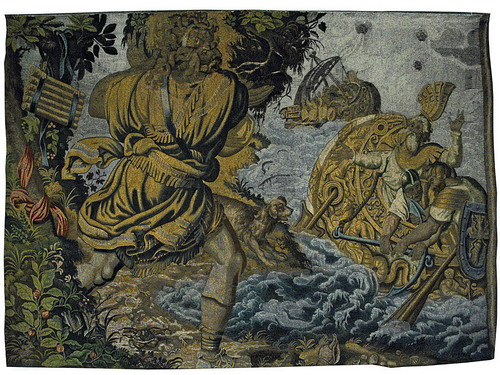
「ポリュペモスが岩を投げる」（17世紀のタペストリー）

## 分館
リヴィウ国立美術館は以下の分館を持つ：
- ポトツキ宮殿 (リヴィウ)（ウクライナ語版）
- オレシコ城（ウクライナ語版）
- ピドホリツィ城（ウクライナ語版）
- ゾロチウ城（ウクライナ語版）
- ジョウクヴァ城（ウクライナ語版）
- ピンゼル博物館（ウクライナ語版）
- 古ウクライナ書籍美術博物館（ウクライナ語版）
- リヴィウ最古の遺物博物館（ウクライナ語版）
- ボイム礼拝堂（ウクライナ語版）
- 洗礼者ヨハネ聖堂 (リヴィウ)（ウクライナ語版）
- テオドシア・ブリジ博物館（ウクライナ語版）
- ルサルカ・ドニストロヴァ博物館（ウクライナ語版）
- ピャトニチャンカ塔博物館（ウクライナ語版）
- マルキヤン・シャシュケヴィチ博物館（ウクライナ語版）
- ミハイロ・ジンドラ近代彫刻博物館（ウクライナ語版）
- イヴァン・ヴィホフスキー博物館（ウクライナ語版）
- 古ウクライナの城と防御施設公園（ウクライナ語版）